# Parrot AR.Drone

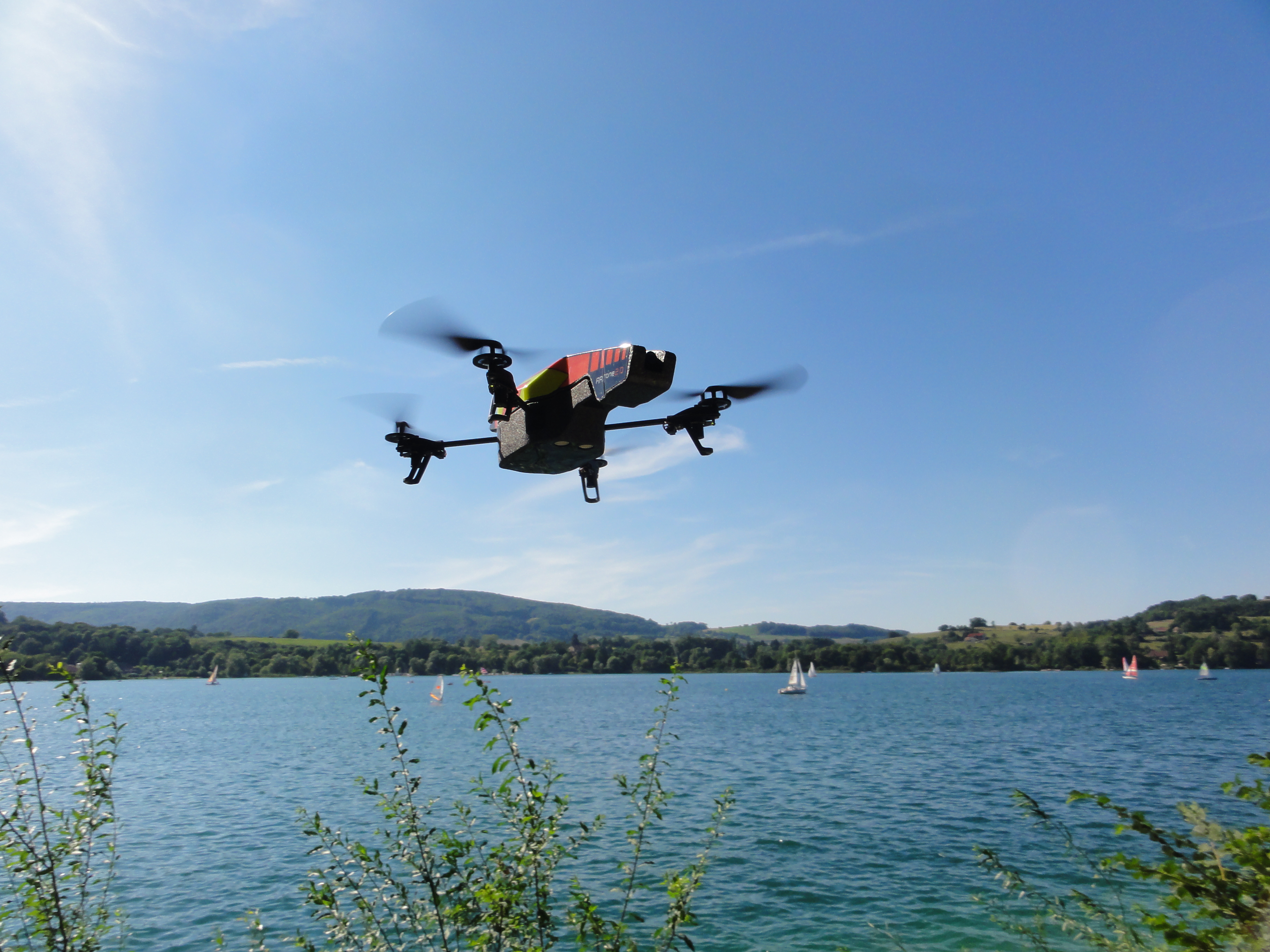
AR.Drone 2.0

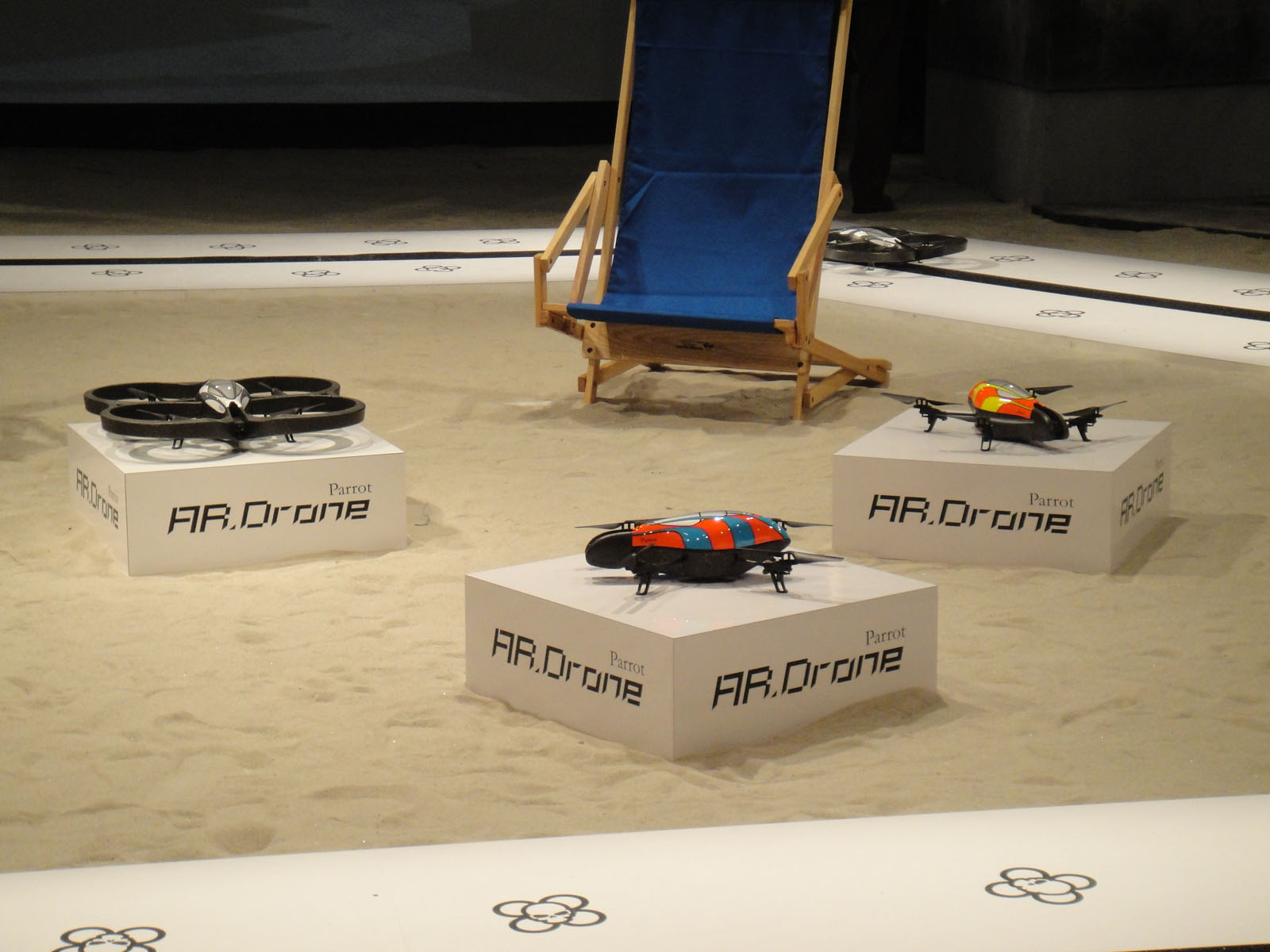
Drei Parrot AR.Drones (zwei mit unterschiedlicher Verkleidungsfarbe, eine mit angebrachter Indoor-Verkleidung)

Die Parrot AR.Drone ist ein ferngesteuerter Quadrocopter des französischen Herstellers Parrot SA.
Die Drohne kann über eine Mobile App, die für Apple iOS und Android zur Verfügung steht, gesteuert werden.

## Design und Entwicklung

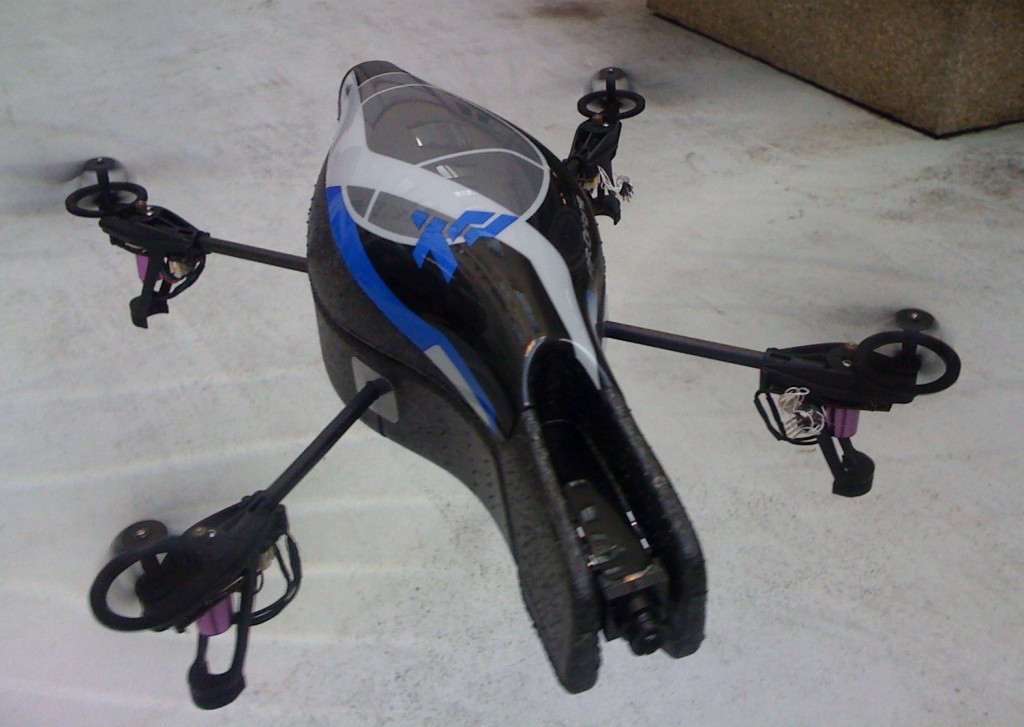
Der Prototyp der Parrot AR.Drone.

Die AR.Drone wurde erstmals auf der International Consumer Electronics Show in Las Vegas im Jahr 2010 vorgestellt. Dort gewann sie den CES Innovations Award for Electronic Gaming Hardware. Auf der CES in Las Vegas 2012 stellt Parrot die zweite Version der Drohne vor. Diese bietet unter anderem eine verbesserte Kamera und mehr Sensoren.
Auf der CES 2013 kündigte Parrot neue Funktionen für die Drohne an. So wurde ein Flight Recorder vorgestellt. Dieser hat ein GPS-Modul um Flüge in 3D anzuzeigen und autonome Flüge zu ermöglichen. Außerdem besitzt das Gerät 4 GB Speicher für Videos. Des Weiteren wurde eine neue 50 % stärkere Batterie angekündigt. Auch die App soll überarbeitet werden und besseres Filmen und bearbeiten von Videos ermöglichen.
Mittels Wi-Fi kann das Fluggerät mit einer App, die für Smartphones und Tablet-PCs mit den Betriebssystemen Apple iOS oder Android verfügbar ist, verbunden und gesteuert werden und sendet parallel dazu Bilder der zwei Kameras an das Gerät. Des Weiteren sind mehrere inoffizielle Apps für bada, Symbian und Windows Phone erhältlich.

## FreeFlight
FreeFlight ist der Name der App, mit der die Drohne gesteuert und Videos aufgezeichnet werden können. Die so aufgezeichneten Videos und Fotos können sofort mit der Software auf YouTube und Picasa geteilt werden.
Außerdem ist es seit einem Update der App im Juli 2012 möglich, sich mit anderen Besitzern der AR.Drone über die sogenannte AR.Drone Academy zu messen. Das soziale Netzwerk kann direkt aus der App heraus genutzt werden.

## Technische Spezifikationen
| Modell          | Modell                | AR.Drone                                                                                         | AR.Drone 2.0                                                                                     |
| --------------- | --------------------- | ------------------------------------------------------------------------------------------------ | ------------------------------------------------------------------------------------------------ |
| Prozessor       | Prozessor             | 468 MHz ARM9                                                                                     | 1-GHz-32-bit-ARM Cortex A8 + digitaler 800-MHz-Videoprozessor von Texas Instruments              |
| Arbeitsspeicher | Arbeitsspeicher       | 128 MB DDR-RAM (200 MHz)                                                                         | 1 GB DDR2-RAM (200 MHz)                                                                          |
| Kameras         | Vorne                 | 93° mit QVGA (30 fps)                                                                            | 92° mit 720p (30 fps)                                                                            |
| Kameras         | Unten                 | 64° (60 fps)                                                                                     | QVGA (60 fps)                                                                                    |
| Batterie        | Batterie              | 1000-mAh-Lithium-Polymer-Batterie mit 11,1 Volt & High Density 1500-mAh-Lithium-Polymer-Batterie | 1000-mAh-Lithium-Polymer-Batterie mit 11,1 Volt & High Density 1500-mAh-Lithium-Polymer-Batterie |
| Flugdauer       | Flugdauer             | ~ 12 Minuten                                                                                     | ~ 12 Minuten                                                                                     |
| Sensoren        | Gyroskop              | zweiachsiges Gyroskop                                                                            | dreiachsiges Gyroskop                                                                            |
| Sensoren        | Magnetometer          | keins                                                                                            | dreiachsiges Magnetometer                                                                        |
| Sensoren        | Beschleunigungssensor | dreiachsiger Beschleunigungssensor                                                               | dreiachsiger Beschleunigungssensor                                                               |
| Sensoren        | Abstandssensor        | Ultraschall bis 6 Meter                                                                          | Ultraschall bis 6 Meter + Luftdruck-Sensor                                                       |
| Anschlüsse      | Anschlüsse            | keine                                                                                            | USB-Port                                                                                         |
| Betriebssystem  | Betriebssystem        | Linux                                                                                            | Linux                                                                                            |
| Konnektivität   | Konnektivität         | Wi-Fi b/g                                                                                        | Wi-Fi b/g/n                                                                                      |
| Abmessungen     | Indoor-Hülle          | 52,5 cm × 51,5 cm                                                                                | 52,5 cm × 51,5 cm                                                                                |
| Abmessungen     | Outdoor-Hülle         | 45 cm × 29 cm                                                                                    | 45 cm × 29 cm                                                                                    |
| Gewicht         | Indoor-Hülle          | 420 Gramm                                                                                        | 420 Gramm                                                                                        |
| Gewicht         | Outdoor-Hülle         | 380 Gramm                                                                                        | 380 Gramm                                                                                        |
| Motoren         | Motoren               | 4 bürstenlose Innenläufermotoren (15 Watt / 35.000 1/min)                                        | 4 bürstenlose Innenläufermotoren (14,5 Watt / 28.500 1/min)                                      |

Die Fähigkeiten der Drohne umfassen 3D-Umgebungserkennung, Kompatibilität für AR-Spieleanwendungen und ein Höhenmeter für den kontrollierten Schwebeflug bei Wind.
Die beiden mitgelieferten Karosserie-Schalen sind aus Polypropylen-Schaum (expandiertes Polypropylen/EPP). Die vier Propeller mit ihren Motoren und Getriebe sind an einem Kreuz aus Kohlenstofffaserrohren montiert.

### Sensoren und Trägheitsnavigationseinheit
Die AR.Drone besitzt mehrere Sensoren, die unter dem Rumpf angebracht sind. Dazu zählt eine mikrosystembasierte miniaturisierte Trägheitsnavigationseinheit. Diese ermöglicht Flugmanöver wie Nicken, Rollen und Gieren.
Andere Trägheitsmesser sind für die automatische Stabilisation der Manöver sowie assistierte Neigungskontrolle zuständig. Hiermit werden realistische AR-Effekte erzeugt.
Die Ultraschalltelemetrie ermöglicht Höhenmessung und automatische Höhenstabilisierung sowie assistierte Geschwindigkeitskontrolle.

## Spiele mit erweiterter Realität
Für die AR.Drone werden optional von dem Hersteller fünf Spiele zur Verfügung gestellt. Darunter ist eine Mehrspieler-Kampfsimulation namens AR.FlyingAce sowie AR.Rescue, ein Einzelspieler-Spiel bei dem gegen Aliens gekämpft werden muss.
Der Hersteller nahm seine Entwicklerplattform AR.Drone API in Betrieb, um Studios und Entwicklern dabei zu helfen, Spiele für die Drohne zu entwickeln.

## Forschung und Ausbildung
Da das Fluggerät kostengünstig zu erhalten ist, ein breites Sensorenspektrum bietet und mit einer offenen Programmschnittstelle bereitgestellt wird, wird die AR.Drone zunehmend populärer als Plattform für Forschung und Ausbildung. Sie wurde bereits für Experimente mit visueller autonomer Navigation, maschinelles Lernen, autonomer Überwachung, Mensch-Maschinen-Interaktion und sogar als Sporttrainingsassistent verwendet.

## Überwachung
Occupy-Wall-Street-Beschwerdeführer Tim Pool konfigurierte eines der Geräte, welches von ihm als Occucopter bezeichnet wurde, für den Zweck der Überwachung der Polizei durch Bürger. Er versuchte einen stabilen Livefeed zu erhalten, um 50 Personen gleichzeitig die Kontrolle über das Gerät zu ermöglichen. Sobald die Polizei diese Kontrolle durch einen Computer bemerken würde, könnte sie dies zwar unterbinden, die Kontrolle würde jedoch automatisch auf eine andere Person wechseln. Mittels eines Mobilfunkstandards (wie etwa LTE) wäre es sogar möglich, eine solche Drohne von einem anderen Land aus zu kontrollieren. Dies würde die Möglichkeiten einer Verletzung von Privatsphäre stark erweitern.